# Myobulla dunata
Myobulla dunata är en plattmaskart som beskrevs av Artois och Schockaert 2000. Myobulla dunata ingår i släktet Myobulla och familjen Polycystididae. Inga underarter finns listade i Catalogue of Life.